# Schlitten (Wessobrunn)
Schlitten ist ein Gemeindeteil der Gemeinde Wessobrunn im oberbayerischen Landkreis Weilheim-Schongau.

## Geografie
Das Dorf liegt circa vier Kilometer südwestlich von Wessobrunn oberhalb von Paterzell.

## Geschichte
Schlitten gehörte zur Riederschaft Forst der Klosterhofmark Wessobrunn. Im Jahr 1761 werden acht Anwesen genannt, darunter waren ein Halbhof, zwei Viertelhöfe, vier Achtelhöfe und ein Sechzehntelhof. Sämtliche Hofstellen waren dem Kloster Wessobrunn grundbar, die Hohe Gerichtsbarkeit lag beim Landgericht Landsberg.
Nach der Säkularisation wurde das Dorf im Zuge der Gemeindeedikte von 1818 Bestandteil der neugebildeten Gemeinde Forst im Landgericht Weilheim in Oberbayern.
Mit dieser wurde Schlitten im Zuge der Gebietsreform in Bayern am 1. Mai 1978 nach Wessobrunn eingemeindet.

## Baudenkmäler
Siehe: Liste der Baudenkmäler in Schlitten